# Division Day
Division Day è un brano di Elliott Smith uscito come singolo nel 1996.

## Tracce
1. Division Day – 3:09
2. No Name #6 – 2:35